# Dagen zonder lief
Pour plus de détails, voir Fiche technique et Distribution.
Dagen zonder lief (Avec des amis, titre international anglais : With Friends Like These) est un film belge réalisé par Felix Van Groeningen, sur un scénario coécrit avec Arne Sierens (nl), et sorti en 2007.
Au début 2008, le film est sélectionné et projeté au Festival international du film de Rotterdam puis, en août 2008, dans un festival cinématographique polonais.

## Distribution
- Koen De Graeve : Niek
- Wine Dierickx : Zwarte Kelly
- Pieter Genard (nl) : Kurt
- An Miller : Blonde Kelly
- Jeroen Perceval : Frederic
- Tania Van der Sanden (nl) : la mère de Zwarte Kelly
- Charlotte Vandermeersch : Ingrid

## Tournage
Le film est tourné en Belgique à Gand et à Sint-Niklaas ainsi qu'en Auvergne. Il sort le 21 mars 2007 en Belgique et le 4 septembre 2008 aux Pays-Bas.